# Naushonia panamensis
Naushonia panamensis is een tienpotigensoort uit de familie van de Laomediidae. De wetenschappelijke naam van de soort is voor het eerst geldig gepubliceerd in 1982 door Martin & Abele.